# Тереса Цєпли
Тере́са Ба́рбара Ц́єпли (пол. Teresa Barbara Ciepły, до шлюбу Вєчо́рек пол. Wieczorek; 19 жовтня 1937, Бродня-Гурна — 8 березня 2006, Бидгощ) — польська легкоатлетка, виступала за збірну Польщі наприкінці 1950-х — у середині 1960-х років в бігу на 100 м, бігу на 80 м з бар'єрами і в естафеті 4 × 100 м. Чемпіонка літніх Олімпійських ігор в Токіо, володарка срібної та бронзової медалей Олімпійських ігор, дворазова чемпіонка Європи, переможниця багатьох турнірів національного і міжнародного значення.

## Життєпис
Тереса Вєчорек народилася 19 жовтня 1937 року в селі Бродня-Гурна сільської ґміни Бучек Лодзинського воєводства. Активно займатися легкою атлетикою розпочала в ранньому дитинстві, вже в 17 років приєдналася до професійного спортивного клубу ŁKS в місті Лодзі, пізніше переїхала до Бидгоща, де представляла місцевий клуб «Завіша».
Вперше заявила про себе 1958 року, потрапивщи до основного складу польської національної збірної й побувавши на чемпіонаті Європи в Стокгольмі, де, однак, пробитися в число призерок не зуміла. Два роки по тому стала чемпіонкою Польщі на ста метрах і завдяки низці вдалих виступів удостоїлася права захищати честь країни на літніх Олімпійських іграх 1960 у Римі — в програмі естафети 4 × 100 м разом з партнерками по команді Барбарою Янішевською, Целіною Єсіновською і Галіною Ріхтер завоювала бронзову олімпійську медаль, поступившись у фіналі лише бігункам зі США і Німеччини. Також стартувала тут у забігах на 100 м і 80 м з бар'єрами, проте в обох випадках дійшла лише до стадії півфіналів, де обидва рази показала на фініші п'ятий результат.
Невдовзі після римської Олімпіади Вєчорек одружилася з польським метальником молота Ольгердом Цєпли і на подальших змаганнях виступала під прізвищем Цєпли. 1962 року вирушила представляти країну на чемпіонаті Європи в Белграді, звідки привезла три нагороди різного ґатунку, зокрема дві золоті, виграні в естафеті, й бігу з бар'єрами. За це видатне досягнення визнана найкращою спортсменкою Польщі.
Тереса Цєпли вдало пройшла кваліфікацію на Літні Олімпійські ігри 1964 в Токіо, оскільки була однією із лідерок польської команди — цього разу здобула в естафеті перемогу і стала, таким чином, олімпійською чемпіонкою (разом з нею бігли Ірена Кіршенштейн, Галіна Ріхтер і Ева Клобуковська). Також здобула срібло в бігу на 80 м з бар'єрами, програвши на фініші лише німецькій легкоатлетці Карін Бальцер.
Тереса Цєпли продовжувала брати участь у змаганнях аж до 1968 року, загалом вона ставала чемпіонкою Польщі в різних дисциплінах вісім разів, хоча після токійської Олімпіади більше не досягала успіху на великих міжнародних турнірах. Завершивши кар'єру професійної спортсменки, працювала клерком в Бидгощі та дитячою тренеркою з легкої атлетики. У 1996 році стала почесною громадянкою Бидгоща.
Померла 8 березня 2006 року в Бидгощі. Нині одна з місцевих шкіл носить її ім'я.